# Josef Larsson
Josef Larsson (* 5. Dezember 1989) ist ein ehemaliger schwedischer Skispringer.

## Werdegang
Josef Larsson, der für Sollefteå GIF antrat, startete am 2. und 3. September 2006 zum ersten Mal im Rahmen von zwei Wettbewerben in Örnsköldsvik im FIS-Cup, wo er die Plätze 40 und 38 belegte. Nach weiteren Starts im FIS-Cup debütierte Larsson am 1. und 2. März 2008 in Vancouver im Continental Cup, wo er zweimal den 33. Platz erreichte und damit erste Continental-Cup-Punkte knapp verpasste. In den folgenden Jahren startete er ausschließlich in FIS- und Continental-Cup-Wettbewerben. Seinen einzigen Auftritt im Skisprung-Weltcup hatte er in einem Teamwettbewerb in Willingen am 7. Februar 2010, wo er zusammen mit Carl Nordin, Fredrik Balkaasen und Isak Grimholm den 14. und letzten Platz belegte.
Bei den Schwedischen Meisterschaften 2011 in Sollefteå gewann Larsson die Goldmedaille im Wettbewerb von der Normalschanze. Ebenso gewann er die Bronzemedaille auf der Großschanze sowie im Mannschaftswettbewerb zusammen mit Benjamin Larsson und Erik Gundersson. Ein Jahr später gewann er bei den Meisterschaften 2012 in Örnsköldsvik Bronze im Einzelwettbewerb von der Normalschanze sowie Silber im Mannschaftswettbewerb, erneut zusammen mit Erik Gundersson und Benjamin Larsson.
Für die Saison 2011/12 wurde Larsson ins schwedische A-Team nominiert.
Im Januar 2012 startete Larsson beim Continental-Cup-Wettbewerb in Bischofshofen das letzte Mal. Obwohl er nicht mehr aktiv auf internationaler Ebene skispringt, gewann er seitdem weitere Medaillen bei schwedischen Meisterschaften.